# Senés
Senés és una localitat de la província d'Almeria. L'any 2005 tenia 319 habitants. La seva extensió superficial és de 50 km² i té una densitat de 6,4 hab/km². Està situada a una altitud de 995 metres i a 50 quilòmetres de la capital de la província, Almeria.

## Demografia
| 1996 | 1998 | 1999 | 2000 | 2001 | 2002 | 2003 | 2004 | 2005 |
| ---- | ---- | ---- | ---- | ---- | ---- | ---- | ---- | ---- |
| 359  | 335  | 335  | 325  | 323  | 314  | 309  | 314  | 319  |